# Byrrhinus cribrosus
Byrrhinus cribrosus är en skalbaggsart som beskrevs av Champion 1923. Byrrhinus cribrosus ingår i släktet Byrrhinus och familjen lerstrandbaggar. Inga underarter finns listade i Catalogue of Life.